# Angela saussurii
Angela saussurii är en bönsyrseart som beskrevs av Giglio-tos 1927. Angela saussurii ingår i släktet Angela och familjen Mantidae. Inga underarter finns listade i Catalogue of Life.